# Comércio internacional de emissões
O Comércio Internacional de Emissões (CIE) ou Comércio de Emissões é um mecanismo de flexibilização previsto no artigo 17 do Protocolo de Quioto pelo qual os países compromissados com a redução de emissões de gases do efeito estufa podem negociar o excedente das metas de emissões entre si. Este mecanismo permite que países que não alcancem a sua meta de redução possam utilizar o excedente de redução de outro país compromissado, ou seja, que também tenha metas em relação ao Protocolo de Quioto.[carece de fontes?]
Este mecanismo de flexibilização, no âmbito do Protocolo de Quioto, somente pode ser utilizado pelo país adquirente se este o contabilizar em conjunto com atividades de redução efetivamente implementadas, de modo a não permitir que algum país apenas "compre" a redução de outros países sem reduzir suas próprias.[carece de fontes?]
Nas palavras de Patrick Bond, professor de Economia da Universidade de KwaZulu-Natal, na África do Sul, o comércio de emissões ou a "comoditização"  do meio ambiente  "é um truque técnico para limitar a poluição e permitir que as grandes corporações poluam mais. Ou se paga outras companhias que poluam menos para uma espécie de tabela de compensações, ou se faz essa compensação com árvores que seqüestrem carbono no Brasil. E aí dizem, poluímos mais no hemisfério Norte porque temos plantações que tiram esse carbono do ar no Brasil".

## Sistema de trocas

### Austrália
O projeto de lei do governo Kevin Rudd sobre o comércio de emissões ficou travado no Senado, em  2009.

### Europa
Um dos projetos mais bem implementados do género encontra-se na Europa e toma o nome de Regime Comunitário de Licenças de Emissão da União Europeia.